# 78号州际公路
78号州际公路（英語：Interstate 78）是一条东西方向的州际公路。该公路连接了纽约州纽约和宾夕法尼亚州黎巴嫩县，全长143.56英里。